# Gadekær
Et gadekær er et naturligt eller kunstigt anlagt kær nær en landsbygade. Som regel ligger det midt i landsbyens oprindelige bebyggelse, og ofte har det kun æstetisk og ikke længere nogen praktisk betydning. Tidligere opfyldte gadekæret to vigtige behov, nemlig som vandingssted for landsbyens kreaturer og som vandreservoir i forbindelse med brandslukning, det vil sige at den fungerede som branddam.
Gadekæret tjente også som vandforsyning for landsbyens beboere.
Et gadekær på de nordfrisiske halliger kaldes også for fething (nordfrisisk: di/jü feeding). De er ofte bygget på halligens eller varftets højeste sted.

## Kunst
Gadekæret i kunst ses ofte hos malere som L.A. Ring.
Han malede flere malerier af gadekæret i Baldersbrønde.
En tidlig afbildning er J.Th. Lundbyes Køer vandes ved et gadekær. Brofelde fra 1844.
- Gåsevogterne ved gadekæret i landsbyen Ring, L.A. Ring, 1886.
- Gadekæret i Ring, L.A. Ring, 1890. 
Foto:  Statens Museum for Kunst
- Et gadekær. Maglebylille, Theodor Philipsen, 1903. 
Foto:  Statens Museum for Kunst
- Landsbygade i Baldersbrønde, L.A. Ring, 1905.
- Gadekæret i Baldersbrønde, L.A. Ring, 1907. 
Foto:  Skagens Kunstmuseer
- L.A. Ring, 1911.
- L.A. Ring, 1913.